# Ferocianură de potasiu
Ferocianura de potasiu sau E536 este clasificată ca fiind o sare neutră. Ferocianura de potasiu este un agent de separare, stabilizator, artificial care are diverse utilizări. Este din ce în ce mai întâlnit în alimentație, prin introducerea sa în sarea iodată ca antiaglomerant. Se mai utilizează în cleirea albastră a vinurilor.

## Proprietăți
Ionul [Fe(CN)6]  este stabil astfel încât ferocianura nu este toxică. De aceea poate servi ca antidot în intoxicațiile cu cupru și fier.

## Toxicitate
Ferocianura de potasiu în sine este ușor toxică, adăugând acid pentru soluția apoasă a emisiilor de gaze toxice de acid cianhidric (HCN). Deși nu este mutagenă, aceasta poate provoca iritații dacă este ingerată, inhalată sau în cazul în care vine în contact cu pielea. Cea mai bună soluție în aceste situații este de a muta victima la aer curat sau spălarea zonei afectate cu apă din abundență. Cauzează prejudicii în mediile apoase și este deosebit de toxică pentru organismele acvatice. Doza letală (LD50) la șobolani este de 6,4g / kg.

## Utilizări
E536 este din ce în ce mai întâlnit în alimentație, prin introducerea sa în sarea iodată ca antiaglomerant alături de E535.

## Controverse
Se consideră că nu este deosebit de toxic potrivit unor cercetări care studiază influența separată a fiecărei substanțe asupra organismului uman, dar nu se cunosc (sau se ignoră cu rea intenție potrivit teoreticienilor conspirației) efectele cumulate ale tuturor substanțelor introduse în alimente asupra organismului. 